# Путиловицька сільська рада
Путиловицька сільська рада (до 2010 року — Путиловецька сільська рада) — колишня адміністративно-територіальна одиниця та орган місцевого самоврядування у Лугинському і Олевському районах Коростенської і Волинської округ, Київської й Житомирської областей Української РСР та України з адміністративним центром у с. Путиловичі.

## Населені пункти
Сільській раді були підпорядковані населені пункти:
- с. Путиловичі

## Населення
Кількість населення ради станом на 1923 рік становила 1 035 осіб, кількість дворів — 212.
Відповідно до результатів перепису населення СРСР, кількість населення ради станом на 12 січня 1989 року становила 1 044 осіб.
Станом на 5 грудня 2001 року, відповідно до перепису населення України, кількість мешканців сільської ради становила 886 осіб.

## Склад ради
Рада складалася з 16 депутатів та голови.

## Історія
Створена 1923 року в с. Путиловичі Лугинської волості Коростенського повіту Волинської губернії. Станом на 17 грудня 1926 року в підпорядкуванні ради значилася залізнична станція Кремно.
Станом на 1 вересня 1946 року сільська рада входила до складу Лугинського району Житомирської області, на обліку в раді перебувало с. Путиловичі, зал. ст. Кремно не значилася як окремий населений пункт.
На 1 січня 1972 року — Путиловецька сільська рада. Входила до складу Лугинського району Житомирської області, на обліку в раді перебувало с. Путиловичі.
18 березня 2010 року, відповідно до рішення Житомирської обласної ради, Путиловецьку сільську раду перейменовано на Путиловицьку.
29 квітня 2018 року територію ради та с. Путиловичі приєднано до складу Лугинської селищної територіальної громади Лугинського району Житомирської області.
Входила до складу Лугинського (7.03.1923 р., 8.12.1966 р.) та Олевського (30.12.1962 р.) районів.